# Овертон (Небраска)
Овертон (англ. Overton) — селище (англ. village) в США, в окрузі Доусон штату Небраска. Населення — 607 осіб (2020).

## Географія
Овертон розташований за координатами 40°44′26″ пн. ш. 99°32′15″ зх. д. / 40.74056° пн. ш. 99.53750° зх. д. (40.740570, -99.537410).  За даними Бюро перепису населення США в 2010 році селище мало площу 1,40 км², уся площа — суходіл.

## Демографія
Згідно з переписом 2010 року, у селищі мешкали 594 особи в 227 домогосподарствах у складі 163 родин. Густота населення становила 424 особи/км².  Було 274 помешкання (196/км²).
Расовий склад населення:
| - 95,1 % — білих - 0,7 % — корінних американців - 0,2 % — азіатів - 3,0 % — осіб інших рас |

До двох чи більше рас належало 1,0 %. Частка іспаномовних становила 10,4 % від усіх жителів.
За віковим діапазоном населення розподілялося таким чином: 30,0 % — особи молодші 18 років, 58,0 % — особи у віці 18—64 років, 12,0 % — особи у віці 65 років та старші. Медіана віку мешканця становила 35,4 року. На 100 осіб жіночої статі у селищі припадало 120,0 чоловіків;  на 100 жінок у віці від 18 років та старших — 104,9 чоловіків також старших 18 років.
Середній дохід на одне домашнє господарство  становив 61 316 доларів США (медіана — 49 489), а середній дохід на одну сім'ю — 63 763 долари (медіана — 58 333). За межею бідності перебувало 8,5 % осіб, у тому числі 16,7 % дітей у віці до 18 років та 12,5 % осіб у віці 65 років та старших.
Цивільне працевлаштоване населення становило 335 осіб. Основні галузі зайнятості: освіта, охорона здоров'я та соціальна допомога — 18,8 %, роздрібна торгівля — 14,0 %, виробництво — 11,0 %, транспорт — 9,6 %.